# 杨宽麟
杨宽麟（英語：Qua Ling Young，1891年—1971年7月），上海人，中国最早的建筑结构工程专家之一。

## 生平
杨宽麟于1909年毕业于上海圣约翰大学文学院。此后赴美国留学，在密歇根大学攻读土木工程，先后获学士、硕士学位。1919年回国后，在北京、天津等地从事建筑结构设计，其创办的华启工程司（最初名为华记）是中国人自己创立的最早以结构设计为主的事务所之一。他曾主持设计了真光电影院、通县发电厂、电车公司车库、司法部大楼等。同时，他还与朱彬在天津合作设计了中原百货公司大楼，并与杨廷宝合作设计了沈阳火车站以及东北大学校舍。1927年，他成为了关颂声、朱彬、杨廷宝之后基泰工程司的第四位合伙人。
1930年代，基泰决定南迁至上海、南京两地，于是杨宽麟同朱彬回到上海，关颂声、杨廷宝则坐镇南京。此后，由其经手设计的建筑包括了上海的大陆银行大楼、美琪大戏院、大新百货公司、龙华水泥厂、南洋兄弟烟草公司，无锡的申新纱厂，南京的永利化工厂、江南水泥厂等。1932年起，他还任教于圣约翰大学土木系。1940年起，出任圣约翰大堂工学院院长。期间，他于1942年邀请黄作燊回国在约大创立了建筑系（该系于1952年院系调整中改为同济大学建筑系）。1949年，杨宽麟出任约大校务委员会主任委员，直至1952年院系调整中约大解散为止。
中华人民共和国成立后，杨宽麟于1950年出任北京市建筑设计院结构总工程师，曾主持设计了北京和平宾馆、王府井百货大楼、新桥饭店等。由他直接指导修建的工程还包括南郊冷库、西郊邻库、天津大王庄冷库、民族饭店、中国人民革命军事博物馆、北京工人体育场等。此外，他还曾任中国民航局民用设计室技术顾问、中国土木工程学会副理事长、北京市政协副主席等职。1971年7月去世，终年80岁。

## 家庭
杨宽麟之父名为杨少亭，祖籍上海青浦，为一名牧师。其母亲则是美国圣公会首位华人牧师黄光彩的三女，杨宽麟的姨母黄素娥则是圣约翰大学校长卜舫济的妻子。
杨宽麟的长子杨伟成为建筑设备专家，原北京市建筑设计院副总工程师，其妻钱瑗为著名学者钱锺书与杨绛的独女。次子杨志成则是一位美籍华裔插画家，经历过三次婚姻，第二任妻子是著名现代画家阿希尔·戈尔基之女。